# NGC 5811
NGC 5811 (другие обозначения — MCG 0-38-15, ZWG 20.43, KCPG 450, PGC 53597) — галактика в созвездии Дева.
Этот объект входит в число перечисленных в оригинальной редакции «Нового общего каталога».